# John Pius Boland
John Mary Pius Boland (Dublin, 1870. szeptember 16. – Westminster, 1958. március 17.) ír politikus, a Közrendiek Házában képviselő, az első olimpiai bajnok teniszben.

## Élete
Boland jogot tanult a dublini, a birminghami és a Christ’s College (oxfordi) egyetemeken. Szintén tanult Bonnban, ahol a Bavaria Bonn, a Cartellverband egyesületének a tagja lett.
Boland az 1896-os olimpia idején meglátogatta barátját, Thraszívulosz Mánoszt Athénban. Mánosz, a szervezőbizottság tagja, bejegyezte Bolandot a tenisz selejtezőire. Boland gyorsan megnyerte az egyéni versenyt. Az első körben a német Friedrich Traunt, a második körben a görög Evángelosz Ráliszt, az elődöntőben a szintén görög Konsztandínosz Paszpátiszt, majd a döntőben a görög–egyiptomi Dimitrios Kasdaglist győzte le.
Boland ezután Traunnal – azzal a némettel, akit először búcsúztatott – benevezett a párosok versenyébe is, amit együtt megnyertek. Legyőzték az Arisztídisz és Konsztandínosz Akratópulosz görög testvérpárost az első fordulóban, majd Dimítriosz Petrokókinoszt és Kasdaglist a döntőben.
Később, 1900 és 1918 között Boland ír nacionalista képviselő volt, aki Dél-Kerryt képviselte a parlamentben.